# Krokek
Krokek – miejscowość (tätort) w Szwecji, w regionie administracyjnym (län) Östergötland (gmina Norrköping).
Miejscowość jest położona w prowincji historycznej Östergötland na północnym brzegu Bråviken w Kolmården, ok. 20 km na północny wschód od centrum Norrköping przy linii kolejowej Åby (Norrköping) – Nyköping – Järna (Nyköpingsbanan).
Około 8 km na wschód do Krokek znajduje się jeden z największych w Europie ogrodów zoologicznych – Kolmårdens djurpark.
W 2010 roku Krokek liczyło 4285 mieszkańców.